# Anthony Shaffer

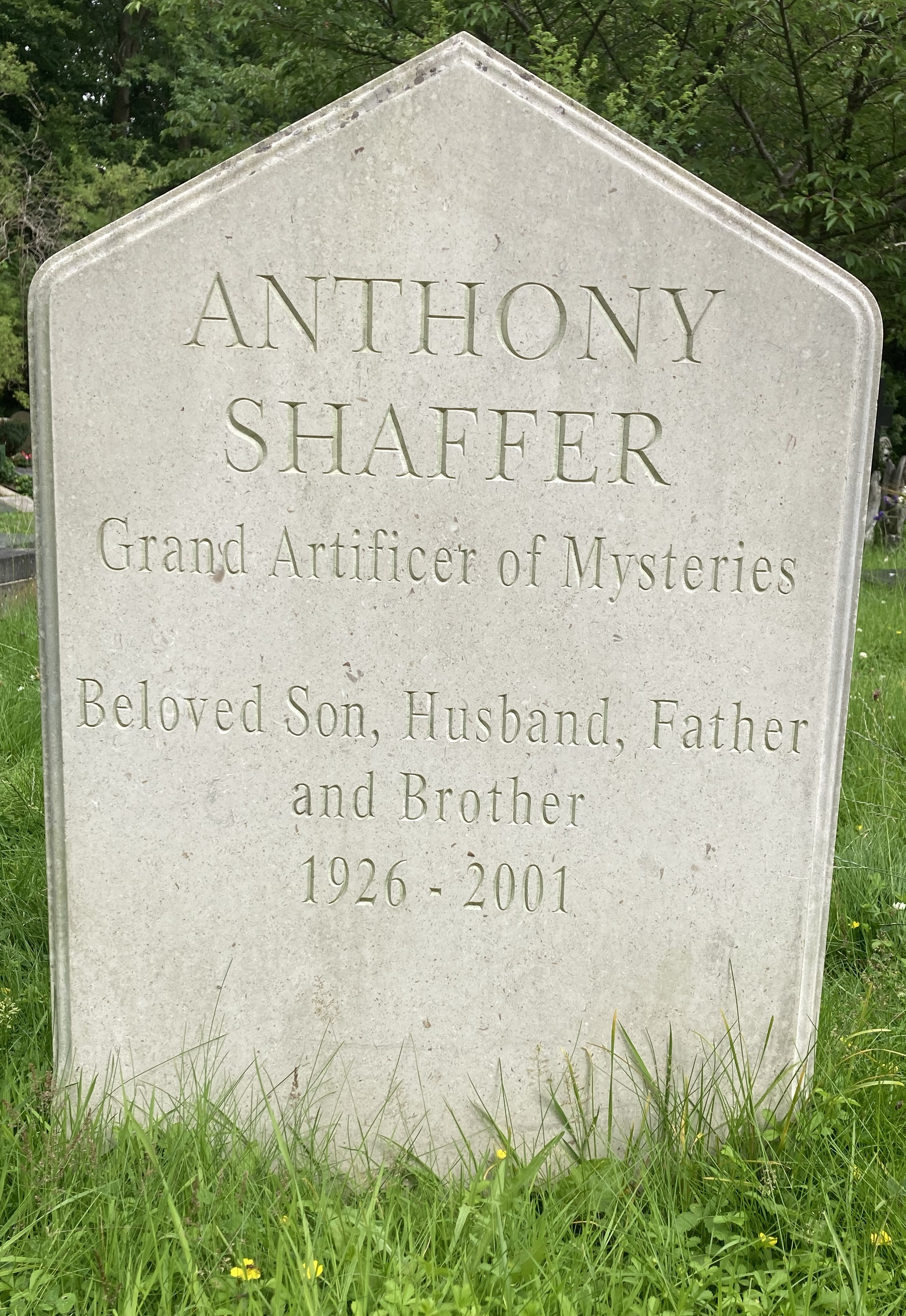
Grób pisarza na Highgate Cemetery w Londynie

Anthony Joshua Shaffer (ur. 15 maja 1926 w Liverpoolu, zm. 6 listopada 2001 w Londynie) – brytyjski dramatopisarz, powieściopisarz i scenarzysta.
Pochodził z rodziny żydowskiej. Studiował prawo w Trinity College na Uniwersytecie w Cambridge. Był bratem bliźniakiem Petera Shaffera. Otrzymał Tony Award w 1971 w kategorii dla najlepszej sztuki dramatycznej za Sleuth (1970). Nominowany w 1973 do Złotego Globu za najlepszy scenariusz do filmu Szał w reżyserii Alfreda Hitchcocka (1972).
Pisał też powieści razem ze swoim bratem Peterem Shafferem, publikowane pod pseudonimem „Peter Anthony”.
Był trzykrotnie żonaty i miał dwoje dzieci z drugiego małżeństwa. Jego trzecią żoną, od 1985 do jego śmierci była australijska aktorka Diane Cilento.
Pochowany na cmentarzu Highgate Cemetery w Londynie.

## Filmografia
Scenariusz
- Detektyw (Sleuth, 1972)
- Szał (Frenzy, 1972)
- Kult (The Wicker Man, 1973)
- Morderstwo w Orient Ekspressie (Murder on the Orient Express, 1974)
- Śmierć na Nilu (Death on the Nil, 1978)
- Rozgrzeszenie (Absolution, 1978)
- Zło czai się wszędzie (Evil Under The Sun, 1982)
- Rendez-vous ze śmiercią (Appointment with Death, 1988)

## Sztuki teatralne
- The Savage Parade (1963, pod zmienionym tytułem This Savage Parade, 1987)
- Sleuth (1970)
- Murderer (1975)
- Whodunnit (1977, początkowy tytuł The Case of the Oily Levantine)